# Jonathan Tah
Jonathan Glao Tah (født 11. februar 1996) er en tysk professionel fodboldspiller, som spiller for Bundesliga-klubben Bayern München og Tysklands landshold.

## Klubkarriere

### Hamburger SV
Tah begyndte sin karriere hos lokalklubben Hamburger SV, hvor han fik sin førsteholdsdebut den 4. august 2013 i en DFB-Pokal kamp mod SV Schott Jena.
Han blev i 2014-15 sæsonen udlejet til Fortuna Düsseldorf.

### Bayer Leverkusen
Tah skiftede i juli 2015 til Bayer Leverkusen på en fast aftale. Han etablerede sig på holdet over de næste år, og den 10. marts 2019 spillede han sin Bundesligakamp nummer 100 for klubben.
Tah var i 2023-24 sæsonen med til at vinde Leverkusens første tyske mesterskab nogensinde, og han blev ved sæsonens udgang inkluderet på sæsonens hold i Bundesligaen.

### Bayern München
Tah skiftede i maj 2025 til Bayern München.

## Landsholdskarriere

### Ungdomslandshold
Tah har repræsenteret Tyskland på flere ungdomsniveauer.

### Seniorlandshold
Tah debuterede for Tysklands landshold den 26. marts 2016.

## Privat
Tah er født i Hamborg til en tysk mor og en ivoriansk far.

## Titler
Bayer Leverkusen
- Bundesliga: 1 (2023-24)
- DFB-Pokal: 1 (2023-24)
- DFL-Supercup: 1 (2024)

Individuelle
- UEFA Europa League Sæsonens hold: 3 (2019-20, 2022-23, 2023-24)
- Bundesliga Sæsonens hold: 1 (2023-24, 2024-25)